# Бонч-Осмоловская, Александра Георгиевна
Алекса́ндра Гео́ргиевна Бонч-Осмоло́вская (5 апреля 1888, Петрозаводск — 14 октября 1980, там же) — заслуженный учитель школы Карело-Финской ССР (1946), она стояла у истоков образования в Олонецкой губернии — Карельской республике. Автор учебников. Заместитель Председателя Президиума Верховного Совета КФССР 1-го созыва.

## Биография. Творческая деятельность
Александра Георгиевна в 1907 году окончила Мариинскую женскую гимназию Петрозаводска с золотой медалью. Поступила на историко-филологическое отделение Бестужевских курсов в Санкт-Петербурге по группе русской филологии. Курс учёбы окончила досрочно, за три с половиной года, и вернулась в Петрозаводск.
Там с 1911 года преподавала русский язык в Мариинской женской гимназии, в 1914—1916 годах — русский язык и историю литературы в Олонецком епархиальном женском училище.
Более 30 лет А. Г. Бонч-Осмоловская — наставник нескольких поколений учителей-словесников Карелии, стоявшая у истоков образования в республике. Её задачей было создать методику преподавания русского языка и литературы.
Она заведовала кафедрой в Петрозаводском педагогическом техникуме (позднее педучилище, далее Петрозаводский государственный педагогический институт).
С 1943 по 1957 год Александра Георгиевна преподаватель методики русского языка, заместитель директора Петрозаводского педагогического института.
В этот период также выполняла обязанности заместителя директора по учебно-научной части Института усовершенствования учителей, заведовала кафедрой русского языка.
А. Г. Бонч-Осмоловская — автор неоднократно переизданных учебников. Совместно с министром просвещения республики И. С. Беляевым она подготовила учебные пособия по методике преподавания русского языка. Является автором 12 работ, в том числе учебников русского языка для национальных школ Карелии, а также методических разработок. По совокупности трудов в 1952 году она была представлена к званию доцента. Системность, педагогическая продуманность этих книг позволяют говорить о Бонч-Осмоловской как об одном из талантливых специалистов в области дидактики.
Профессор филологии И. П. Лупанова в книге «Минувшее проходит предо мною…» вспоминает:

Её тихий голос держал… учеников в состоянии… покорности. Сейчас я нередко размышляю над этим феноменом. Ведь дело тут было отнюдь не только в профессионализме, в отличном знании «предмета». Я знала немало прекрасно образованных и очень интересно преподающих учителей, у которых ученики, что называется, «ходили на голове». А тут был, очевидно, какой-то особый педагогический дар, связанный с «железной» природой характера, просвечивающего сквозь внешнюю оболочку тихого, скромного, эталонно интеллигентного существа.
Избиралась депутатом Верховного Совета Карело-Финской СССР 1-го созыва и заместителем Председателя Президиума Верховного Совета КФССР О. В. Куусинена (1940—1947).

## Награды
- орден Ленина (1946)[9];
- орден Трудового Красного Знамени (05.05.1939);
- медаль «За доблестный труд в Великой Отечественной войне 1941—1945 гг.»[10];
- заслуженный учитель школы Карело-Финской ССР (1946);
- отличник народного просвещения;
- медаль К. Д. Ушинского.

О А. Г. Бонч-Осмоловской вспоминают коллеги, ученики и преподаватели. Известный педагог В. П. Крылов писал:

В 1954 г. пединститут переживал второе своё рождение на базе учительского института. Курс методики литературы в учительском институте вела замечательный специалист, ярко и многократно одаренный педагог А. Г. Бонч-Осмоловская. В её исполнении я имел удовольствие прослушать лекции по методике литературного чтения в 5—7 классах. В 1954 г. Александра Георгиевна вынуждена была прервать эту работу из-за загруженности (она заведовала кафедрой русского языка, вела свой основной курс методики преподавания русского языка, была зам. директора института по учебной части).
Умерла 14 октября 1980 года, в возрасте 92 лет. Похоронена в Петрозаводске.

## Семья
- Отец, Георгий Назарович Бонч-Осмоловский[12].

Считали, что он «чиновник в каком-то департаменте», «потомок кого-то из ссыльных». Эти утверждения неверны. Георгий Назарович имел чин надворного советника — гражданский чин VII класса (штаб-офицерского ранга). Он не был сослан в Олонецкую губернию — приехал в Петрозаводск в январе 1882 года, о чём было сообщено в газете «Олонецкие губернские ведомости». Около 1888 года получил в Петрозаводске место в Управлении государственными имуществами Олонецкой губернии: невозможно, чтобы ссыльный был принят на государственную службу. При поступлении на такую должность претендент приносил в храме присягу — клятвенное обещание служить русскому престолу — в присутствии других служащих. Из документов он должен был предоставить (и это интересный исторический факт):
метрику о рождении,
определение Дворянского депутатского собрания о своем дворянстве,
копию формулярного списка отца и
свидетельство о приписке к призывному участку.
Таких бумаг ссыльный иметь не мог. Георгий Назарович не был и потомком ссыльных, так как его отец, Назарий Мартинович, завершил свою карьеру заступающим место городского головы в Гомельском уезде.

- Мать, Наталья Никифоровна Бонч-Осмоловская.

- Брат и сестры:
  - Николай (1882—1926 (1933?).
  - Антонина (1884—1943?).
  - Вера (1885—1975).
  - Александра (1888—1980).
  - Клавдия [1890—?).
  - Надежда [1893—?).

- Муж

Петр Андреевич Лупанов (10 июля 1891, Бабкино, Олонецкой губернии — 10 августа 1955, Петрозаводск). Химик, доцент. Заведующий кафедрой химии Карельского педагогического института в 1935—1940 годах, заслуженный деятель науки КФССР.

- Дочь

Ирина (24 июня 1921 — 4 февраля 2003). Крупный специалист по фольклору и детской литературе. Защитила в 1950 году в Ленинградском университете кандидатскую диссертацию на тему «Русская бытовая сказка». С 1951 по 1980 год преподавала в Петрозаводском университете им. О. В. Куусинена.
В 1962 году стала доктором филологических наук, в 1968 году — профессором.
Ирина Петровна много лет заведовала кафедрой русской и зарубежной литературы. Она такой же известный педагог-филолог, как и её мать.
На кафедре русской литературы и журналистики отдают дань ученым, заложившим основы филологической школы Петрозаводского университета:

«Изучение и преподавание русской литературы в Петрозаводском университете осуществляется с момента его создания — то есть с 1940 г. Традиции этой работы закладывались такими известными учеными, как В. Г. Базанов (впоследствии член-корреспондент АН СССР, директор Института русской литературы (Пушкинский Дом), Л. Я. Гинзбург, Е. М. Мелетинский (лауреаты Государственной премии СССР). В 50—80-е годы много сделали для развития кафедры профессор М. М. Гин (известный специалист в области исследования и издания произведений Некрасова), профессор И. П. Лупанова (фольклорист и основатель школы изучения детской литературы)…»